# Hançerli
Koordinaten: 36° 30′ 32,7″ N, 33° 59′ 51,6″ O

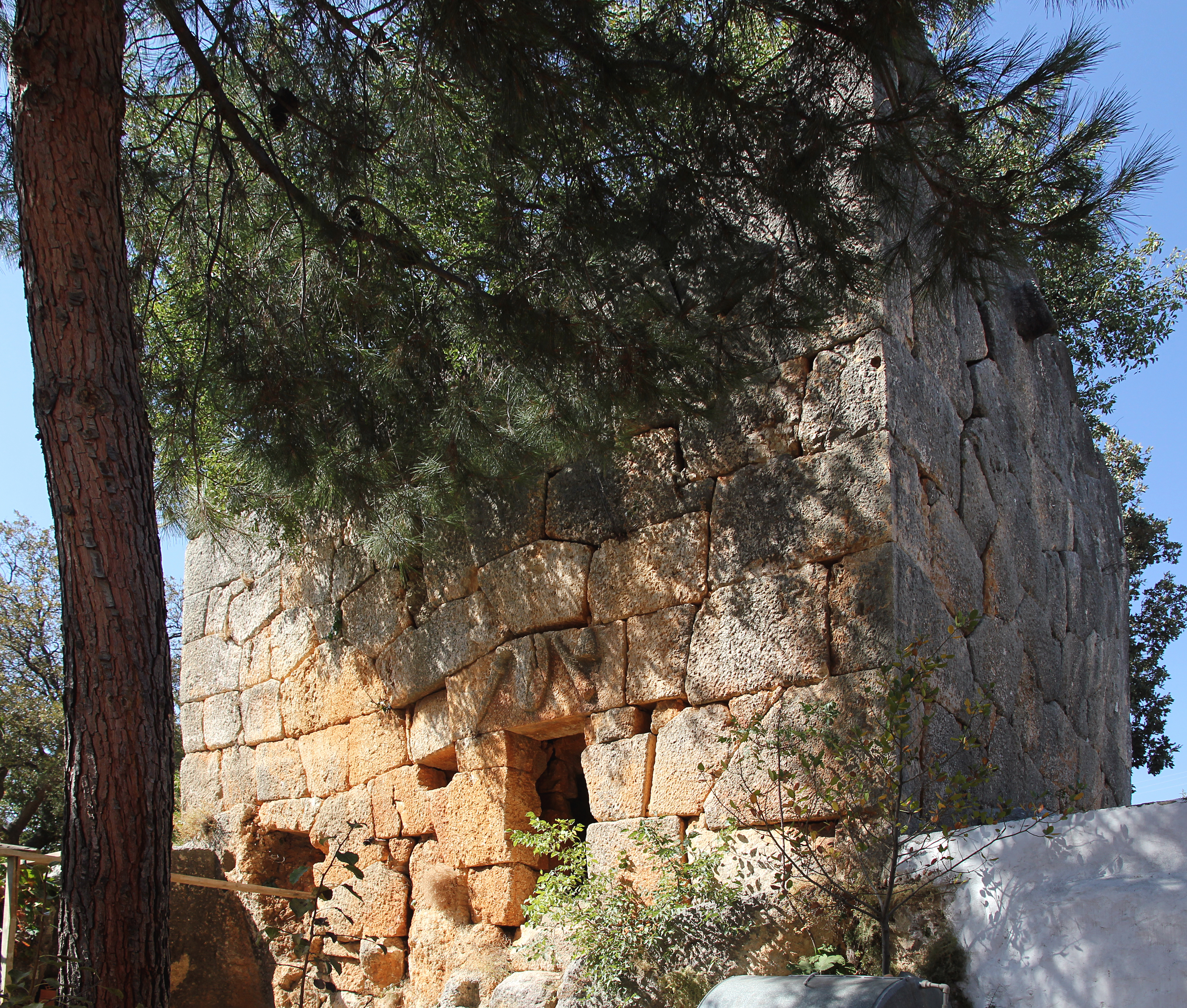
Turm Hançerli von Süden

Hançerli, auch Hançerli Kale oder Hançer Kalesi, ist der türkische Name eines antiken Turmes im Rauen Kilikien.

## Lage
Der Turm steht im bergigen Hinterland von Silifke, im Zentrum des Dorfes Ovacık im Landkreis Silifke der türkischen Provinz Mersin, unmittelbar neben der örtlichen Moschee. Der Ort liegt an der Straße, die von Narlıkuyu landeinwärts vorbei an den Korykischen Grotten und durch Hasanaliler nach Uzuncaburç, dem antiken Olba, führt. Er gehörte in hellenistischer und römischer Zeit zum Herrschaftsbereich der Priesterdynastie von Olba und Diokaisareia.

## Beschreibung

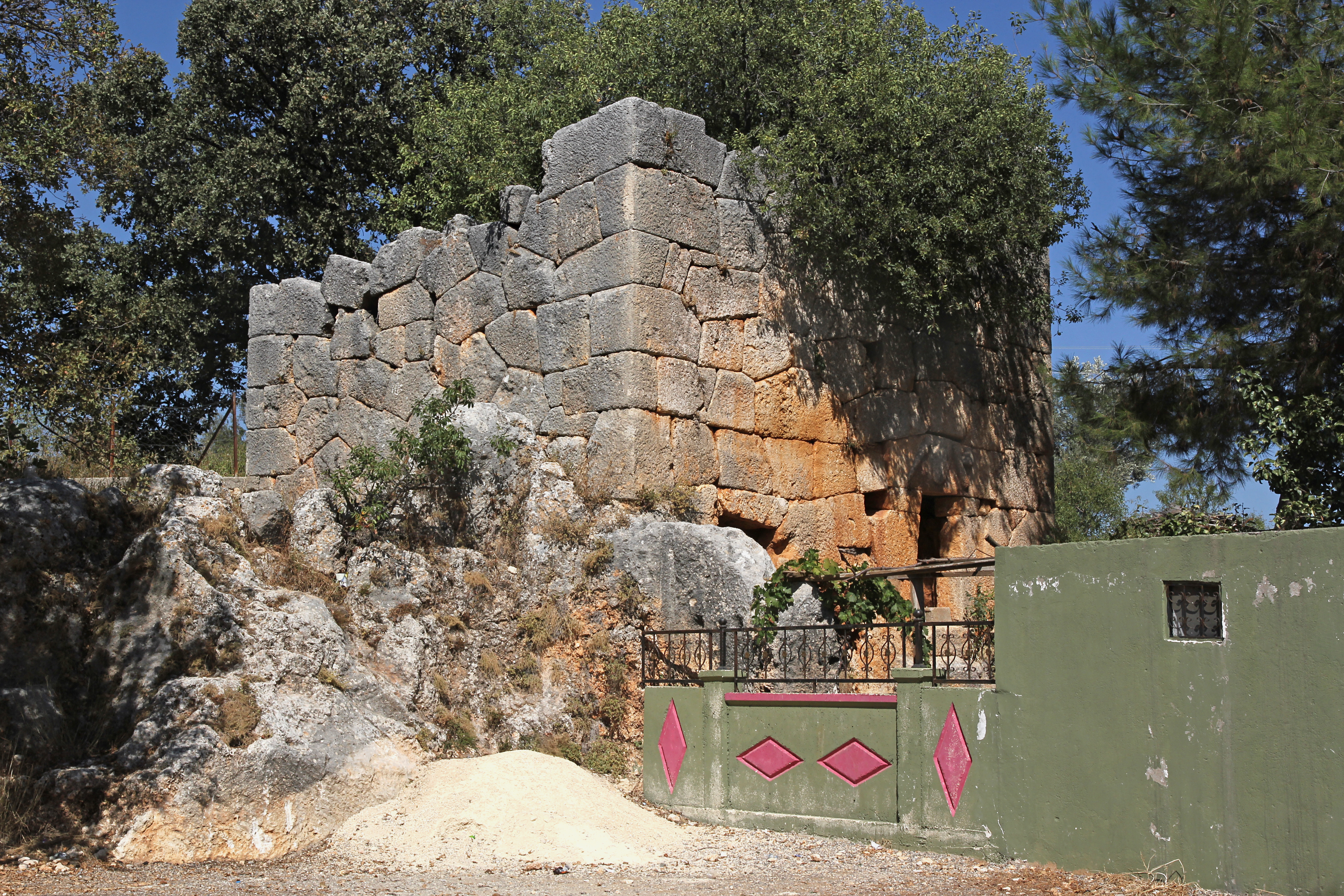
Turm von Südwesten

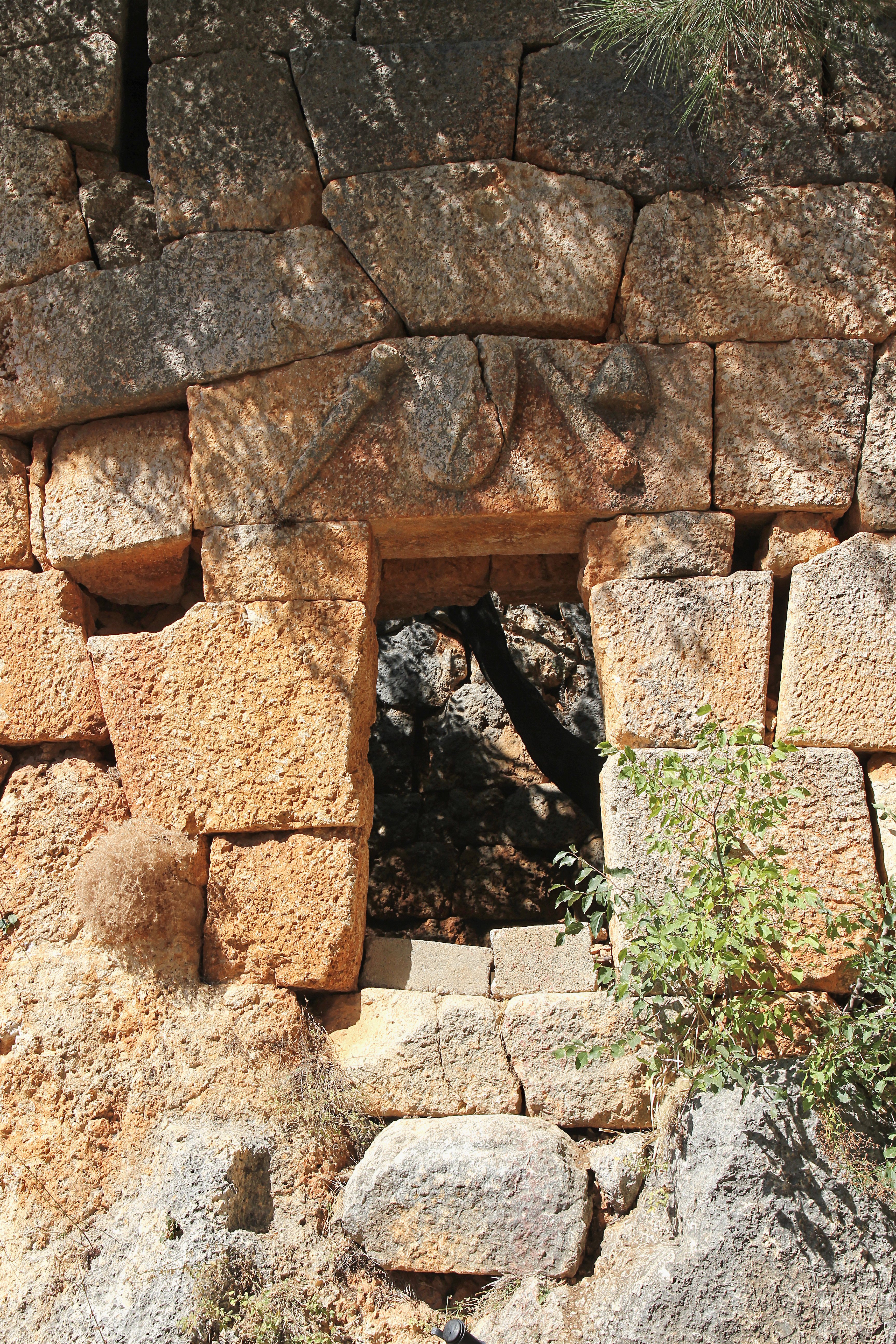
Tür mit olbischen Zeichen

Der Turm hat Grundmaße von etwa 7,60 × 6,00 Metern, die erhaltene Höhe beträgt 5,86 Meter. Er ist aus Polygonalmauerwerk errichtet. Er ist der einzige unter den zahlreichen Türmen des Rauen Kilikien, bei dem die polygonalen Blöcke außen geglättet sind. Im Innenraum sind die Steine wie sonst üblich bossiert. Der Innenraum hat einen Grundriss von 5,58 × 4,12 Metern. Die 1,50 Meter hohe und 1,10 Meter breite Tür liegt 3,60 Meter von der linken Seite entfernt an der Südwand. Ihre Schwelle befindet sich einen Meter über dem Niveau der Umgebung. Das Gebäude ist fast vollständig auf dem anstehenden Felsen gebaut. Aus diesem ist auch die Türschwelle gearbeitet, die heraufführenden Felsstufen sind nicht erhalten. Innen ist eine Vorrichtung für einen Sperrbalken erkennbar.
Nord- und Ostseite des Turms sind fensterlos, die Ostwand wird lediglich von einer Wasserablaufrinne mit Speier nach außen durchbrochen. Aus dessen Lage kann geschlossen werden, dass das Erdgeschoss fünf Meter hoch war. Die Südseite verfügt, eine Steinreihe oberhalb des Türsturzes, über ein Schlitzfenster von 76 Zentimetern Höhe und einer äußeren Breite von 10 Zentimetern. Ein ähnliches Fenster, 58 × 16 Zentimeter, liegt auf gleicher Höhe in der Westwand. Auf dem Türsturz sind vier olbische Zeichen reliefiert, ein Kurzschwert, ein ovaler Schild, eine Keule und eine Dioskurenkappe (Pileus). Sie belegen die Zugehörigkeit des Baus zum olbischen Territorium. Nach den Archäologen Friedrich Hild und Hansgerd Hellenkemper wurde der Turm in frühbyzantinischer Zeit als Wohngebäude weitergenutzt. Von den oberen Stockwerken ist nichts erhalten. Die türkische Archäologin Serra Durugönül, die Ende der 1990er-Jahre die Türme im Rauen Kilikien erforschte, berichtet, dass die Steine laut Aussagen der Dorfbewohner in den 1930er-Jahren für den Bau der Moschee und der Schule genutzt wurden, die beide in der direkten Nachbarschaft liegen. Nach der Technik des Mauerwerks datiert sie den Turm ins 2. Jahrhundert v. Chr.
Die heutigen Bezeichnungen Hançerli Kale oder Hançer Kalesi (türkisch für Burg mit Dolch) sind irreführend, da es sich bei dem Gebäude nicht um eine Burg, sondern um einen Wachtturm handelt. Mit dem Wort Hançer (Dolch) ist das genannte Kurzschwert auf dem Türsturz gemeint.